# 楢原慶輝
楢原 慶輝（ならはら よしき、2004年4月7日 - ）は、福岡県出身のプロサッカー選手。Jリーグ・サガン鳥栖所属。ポジションはミッドフィールダー。

## 来歴
サガン鳥栖U-18在籍中の2022年2月、坂井駿也、福井太智と共に2種登録選手としてトップチームに登録された。2月23日、Jリーグカップの北海道コンサドーレ札幌戦で先発出場し、トップチームデビューを果たした。9月、2023年からのトップチーム昇格が内定した。
2023年よりサガン鳥栖のトップチームに正式に昇格。8月19日、第24節の鹿島アントラーズ戦でJ1初ゴールを決めた。

## 所属クラブ
- サガン鳥栖U-12
- サガン鳥栖U-15
- サガン鳥栖U-18
  - 2022年 サガン鳥栖 (2種登録選手)
- 2023年 - サガン鳥栖

## 個人成績
| 国内大会個人成績 | 国内大会個人成績 | 国内大会個人成績 | 国内大会個人成績 | 国内大会個人成績             | 国内大会個人成績 | 国内大会個人成績 | 国内大会個人成績 | 国内大会個人成績 | 国内大会個人成績 | 国内大会個人成績 | 国内大会個人成績 |
| 年度             | クラブ           | 背番号           | リーグ           | リーグ戦                     | リーグ戦         | リーグ杯         | リーグ杯         | オープン杯       | オープン杯       | 期間通算         | 期間通算         |
| 年度             | クラブ           | 背番号           | リーグ           | 出場                         | 得点             | 出場             | 得点             | 出場             | 得点             | 出場             | 得点             |
| 日本             | 日本             | 日本             | 日本             | リーグ戦                     | リーグ戦         | リーグ杯         | リーグ杯         | 天皇杯           | 天皇杯           | 期間通算         | 期間通算         |
| ---------------- | ---------------- | ---------------- | ---------------- | ---------------------------- | ---------------- | ---------------- | ---------------- | ---------------- | ---------------- | ---------------- | ---------------- |
| 2022             | 鳥栖             | 45               | J1               | 1                            | 0                | 2                | 0                | 1                | 0                | 4                | 0                |
| 2023             | 鳥栖             | 27               | J1               | 11                           | 1                | 4                | 0                | 1                | 0                | 16               | 1                |
| 2024             | 鳥栖             | 27               | J1               | 6                            | 0                | 0                | 0                | 1                | 0                | 7                | 0                |
| 2025             | 鳥栖             | 8                | J2               |                              |                  |                  |                  |                  |                  |                  |                  |
| 通算             | 日本             | 日本             | J1               | 18                           | 1                | 6                | 0                | 3                | 0                | 27               | 0                |
| 通算             | 日本             | 日本             | J2               | \|\|\|\|\|\|\|\|\|\|\|\|\|\| |                  |                  |                  |                  |                  |                  |                  |
| 総通算           | 総通算           | 総通算           | 総通算           | 18                           | 1                | 6                | 0                | 3                | 0                | 27               | 0                |

- 2022年は2種登録選手

出場歴
- Jリーグ初出場 - 2022年7月10日 J1第21節 柏レイソル戦 (駅前不動産スタジアム)
- Jリーグ初得点 - 2023年8月19日 J1第24節 鹿島アントラーズ戦 (県立カシマサッカースタジアム)

## タイトル
サガン鳥栖U-18
- 高円宮杯 JFA U-18サッカーリーグ（2022年）

## 代表歴
- U-15日本代表
  - 欧州遠征（2019年）
  - AFC U-16選手権・予選（2019年）
  - スペイン遠征（2019年）
- U-16日本代表
  - トルコ遠征（2020年）
  - SBSカップ 国際ユースサッカー（2020年）
- U-19日本代表
  - AFCU20アジアカップ予選（2022年）